# Viladubèrt
Viladubèrt (en francès Villedubert) és un municipi francès situat al departament de l'Aude i a la regió d'Occitània.